# Candida versatilis
Candida versatilis är en svampart som först beskrevs av Etchells & T.A. Bell, och fick sitt nu gällande namn av S.A. Mey. & Yarrow 1978. Candida versatilis ingår i släktet Candida, ordningen Saccharomycetales, klassen Saccharomycetes, divisionen sporsäcksvampar och riket svampar.   Inga underarter finns listade i Catalogue of Life.